# Karolina Schützer
Karolina Eleonora Astrid Nelander Schützer, född Schützer 10 december 1984 i Södertälje, är en svensk författare och journalist. Hennes författarnamn är Karolina Schützer. Efter en karriär inom nyheter på Sveriges Television har hon sedan 2023 övergått till ett liv som författare.

## Biografi

### Bakgrund och journalistik
Efter gymnasiet studerade Schützer en termin på fransk skola i Montpellier. Det franska intresset fortsätte senare med studier i språket på Stockholms universitet. Under denna tid hade hon tillfälligt arbete på Länstidningen Södertälje och studerade vid Poppius journalistskola. Detta fortsatte med utbildning på Journalisthögskolan i Stockholm.
Schützer har tidigare varit verksam på Sveriges Television, där hon under ett decennium bland annat fungerat som utrikesporter samt programledare i sändningar för exempelvis nyhetsprogrammet ABC. 2012 var hon under ett halvårs tid stationerad i Paris för SVT, i samband med det franska presidentvalet.

### Författare
2023 debuterade hon som författare med Under stjärnorna i Paris, en bok inom feelgood-genren som hämtat inspiration från hennes eget liv och drömmar som utlandskorrespondent. Samma år kom uppföljaren Snöfall i Paris. Båda böckerna blev uppmärksammade och syntes på försäljningslistor under större delen av året. Den förstnämnda boken har getts ut i översättning i Tyskland, Italien och Spanien, och den nominerades till priset "Årets feelgood".
2024 kom boken Dödens lustgård, den första delen i bokserien Mord för Filosofiska klubben. Boken har beskrivits som en pusseldeckare om filosofiska dilemman.

### Övriga aktiviteter
Vid sidan av författandet är Schützer numera (2023) även kommunikatör vid Uppsala universitet.

## Privatliv
Schützer har tidigare varit bosatt i Stockholm. 2024 bodde hon, hennes make (som också arbetar inom TV-branschen) och parets tre barn i Uppsala.